# Stil vor Talent
Pour les articles homonymes, voir SVT.
Stil vor Talent (aussi abrégé SVT) est un label discographique indépendant international de musique dance, et une société de gestion d'événements. Outre les publications sur CD, Stil vor Talent sort parfois des albums et compilations. Le siège du label se trouve à Berlin-Kreuzberg, où le SVT Store mêle lieu de travail et boutique de passionnés de musique, tandis que les Instore Sessions véhiculent une ambiance de fête de mi-semaine.

## Histoire
Stil vor Talent est fondé en 2005 à Berlin par le DJ et producteur allemand Oliver Koletzki et par Slawjana Ulrich. Stil vor Talent est associé à des musiciens comme Oliver Koletzki, Township Rebellion, Reinier Zonneveld, Klangkarussell, HVOB et David August, entre autres. Outre la publication constante d'EP, qui offrent souvent une plate-forme à de jeunes artistes prometteurs, SVT met très tôt l'accent sur le format album dans un catalogue qui compte plus de 300 publications.
Selon ses propres déclarations, Stil vor Talent se donne pour mission de créer des « moments magiques » lors des soirées. Cette exigence se reflète notamment lors de showcases à l'ADE d'Amsterdam, au Off Sonar de Barcelone, au Vagalume de Tulum, au Night and Day de Budapest, ou au Steelyard de Londres, ainsi que lors de représentations dans des festivals comme le Burning Man, Coachella et Fusion.
En 2024, le label accueille l'artiste Malandra Jr. avec son titre Abrakadabra.

## Groupes et artistes
Ils comprennent notamment : David August, Klangkarussell, Township Rebellion, et Niconé.